# Lazzaro Bastiani
Lazzaro Bastiani (Padova, 1429 – 5 aprile 1512) è stato un pittore italiano.

## Biografia

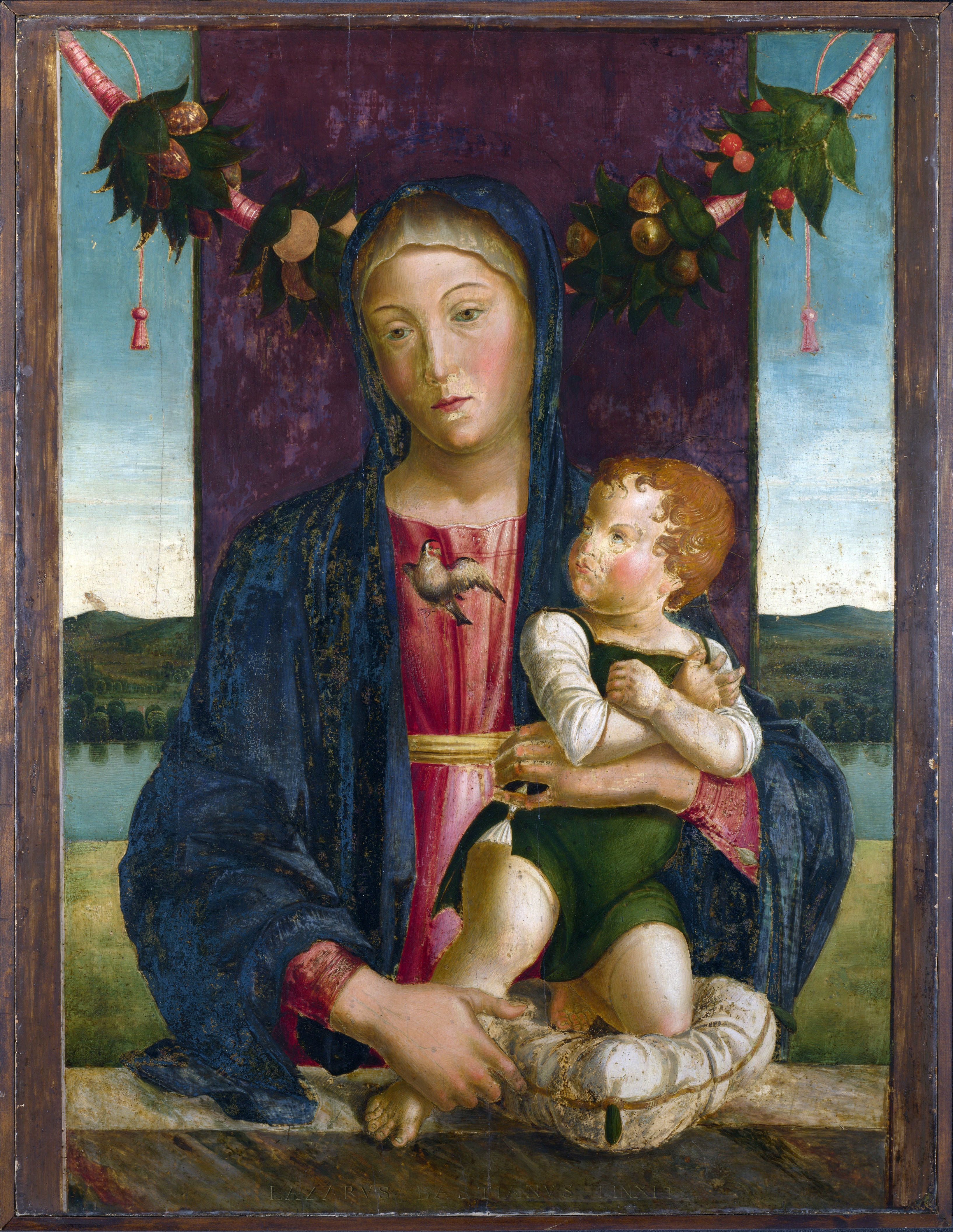
Madonna col Bambino, 1480-90, Londra, National Gallery

Nacque probabilmente a Venezia o a Padova nel 1429 circa, figlio di Iacopo.
Si formò presumibilmente presso la bottega di Antonio Vivarini da Murano, in un contesto impregnato dalla personalità di Iacopo Bellini e di Andrea Mantegna.
Le prime notizie riguardanti la sua carriera risalirono al 1449, anno in cui risultò essere già pictor indipendente.
Dal 1460 si stabilì stabilmente a Venezia, dove eseguì vari lavori, come quello per la chiesa di San Samuele (un polittico non più rintracciato) e per la Scuola Grande di San Marco.
Durante il 1470 divenne membro della Scuola di San Girolamo. Dopo il 1480, assieme a Gentile Bellini, Vittore Carpaccio e Giovanni Mansueti esegui alcuni 'teleri' per la Scuola Grande di San Marco.
Negli anni successivi gli venne affidato uno dei "teleri" per la Scuola Grande di San Giovanni Evangelista.
Nel 1508 ricevette l'incarico da Giovanni Bellini, di valutare assieme a Vittore Carpaccio, gli affreschii di Giorgione eseguiti sulla facciata principale del Fondaco dei Tedeschi.
Lazzaro Bastiani è considerato da alcuni storici dell'arte il maestro di Carpaccio, dato che la sua pittura si caratterizzò per qualche elemento formale, ma non cromatico, con le opere giovanili di Carpaccio.
I figli Alvise e Vincenzo, nell'ultimo decennio del Quattrocento e nel primo del Cinquecento, furono assunti e stipendiati continuativamente come mosaicisti della basilica di San Marco. Essi hanno reintegrato nello stile antico alcuni mosaici danneggiati dal tempo e hanno anche tradotto in mosaici moderni alcune opere pittoriche ideate dal padre o da Cima da Conegliano (San Giorgio, San Sergio, Santa Tecla).

## Stile e caratteristiche
Le sue prime opere evidenziarono una notevole influenza da parte di Bartolomeo Vivarini, per l'opacità del colore e la secchezza del disegno, che secondo alcuni storici dell'arte, potrebbero essere anche dovuti ad un'attività di incisore.
Nelle opere seguenti apparì più evidente un'influenza di Gentile Bellini e dopo il 1475 anche di Alvise Vivarini.
Viene considerato il maestro e l'anticipatore di Carpaccio e un esponente tradizionale della pittura veneziana della seconda metà del Quattrocento.

## Opere
Tra le sue opere più significative, si ricordano: il Polittico di San Francesco di Matera, l'Adorazione dei Magi, il Ritratto del doge Francesco Foscari, la Comunione di S.Gerolamo e i Funerali di S. Gerolamo, S. Veneranda in trono, S. Antonio sul noce, la Madonna col Bambino, la Natività e il Miracolo della Croce.

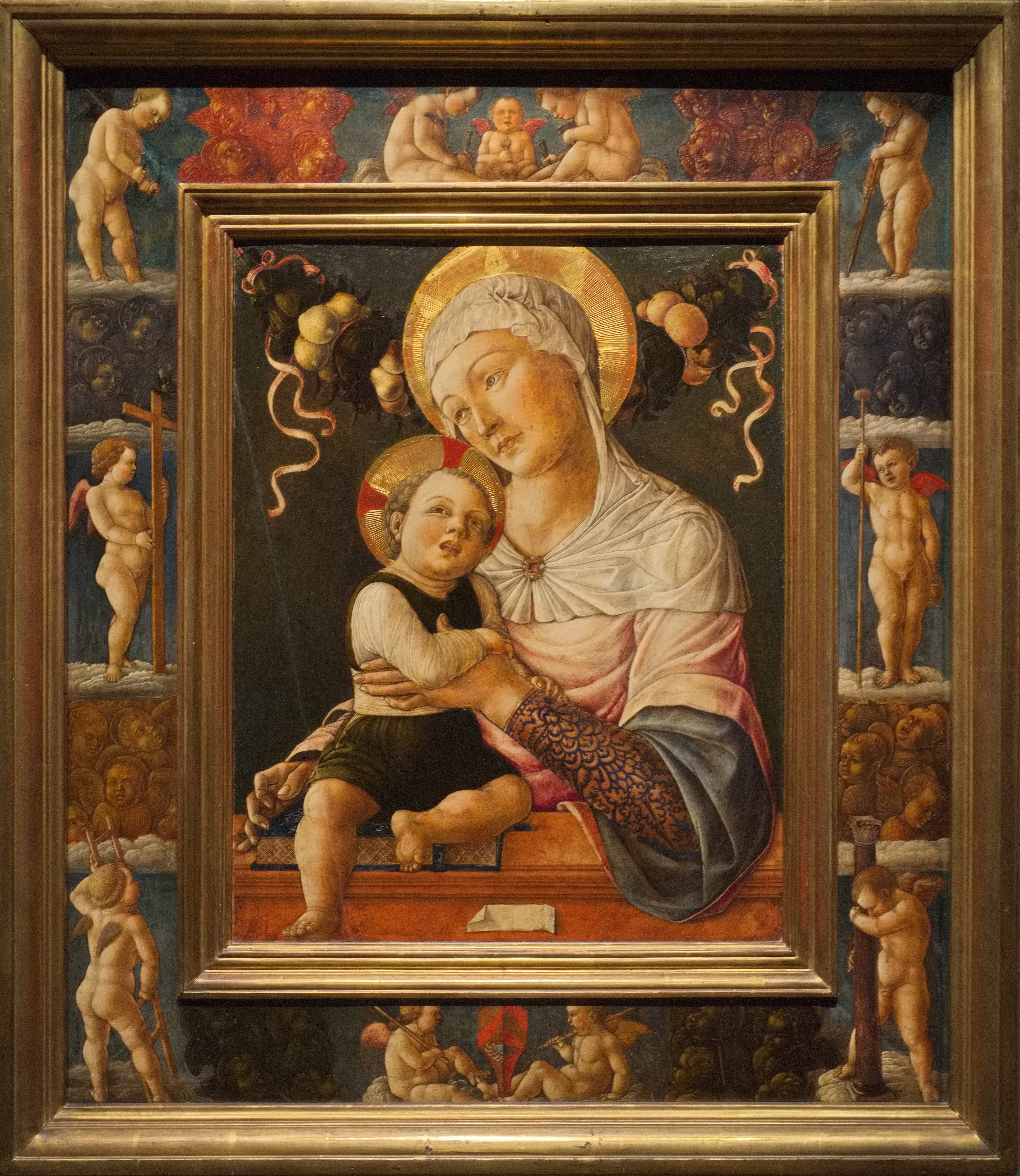
Madonna col Bambino, circa 1465, Gemäldegalerie, Berlino
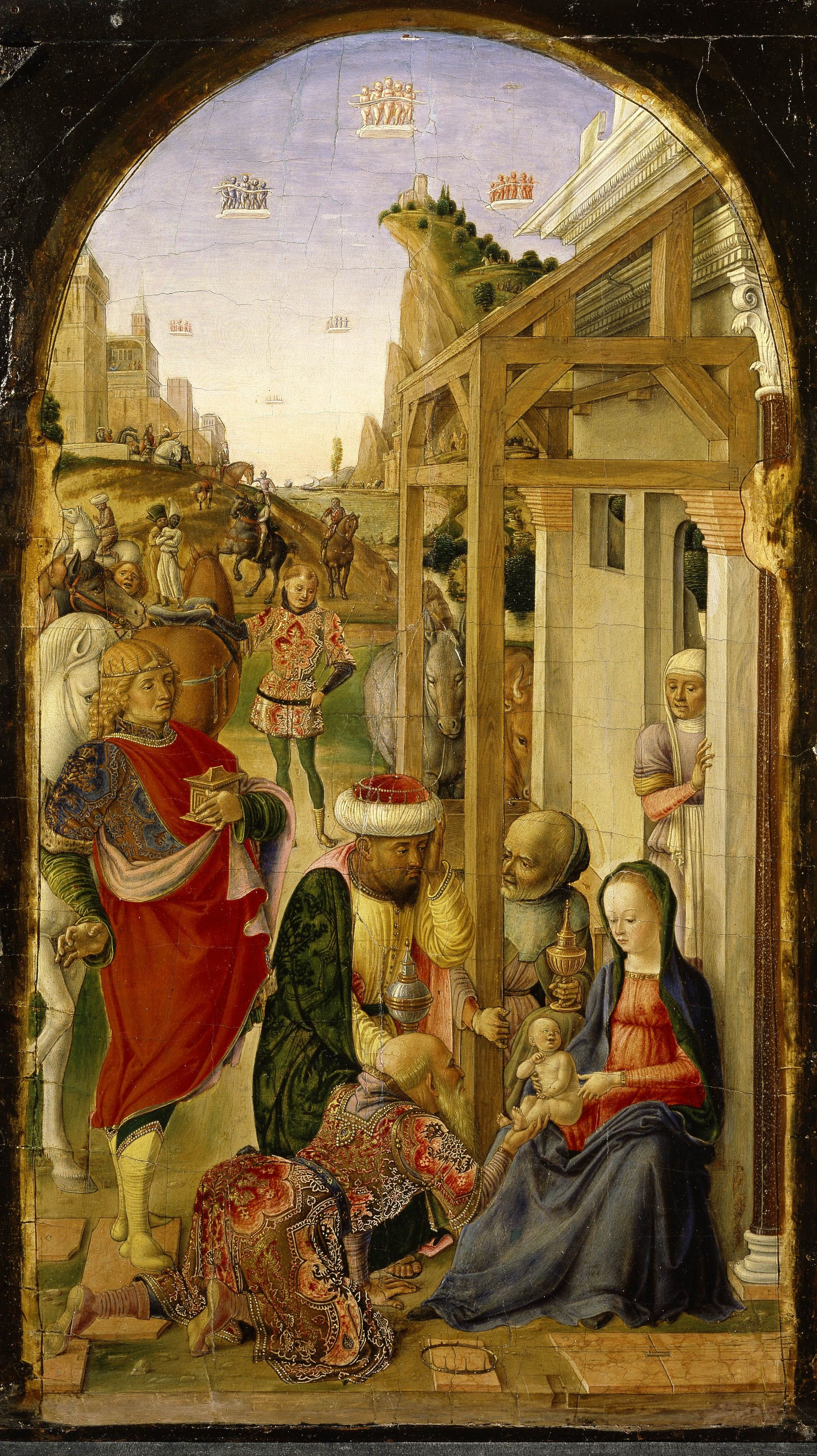
Adorazione dei Magi, circa 1475
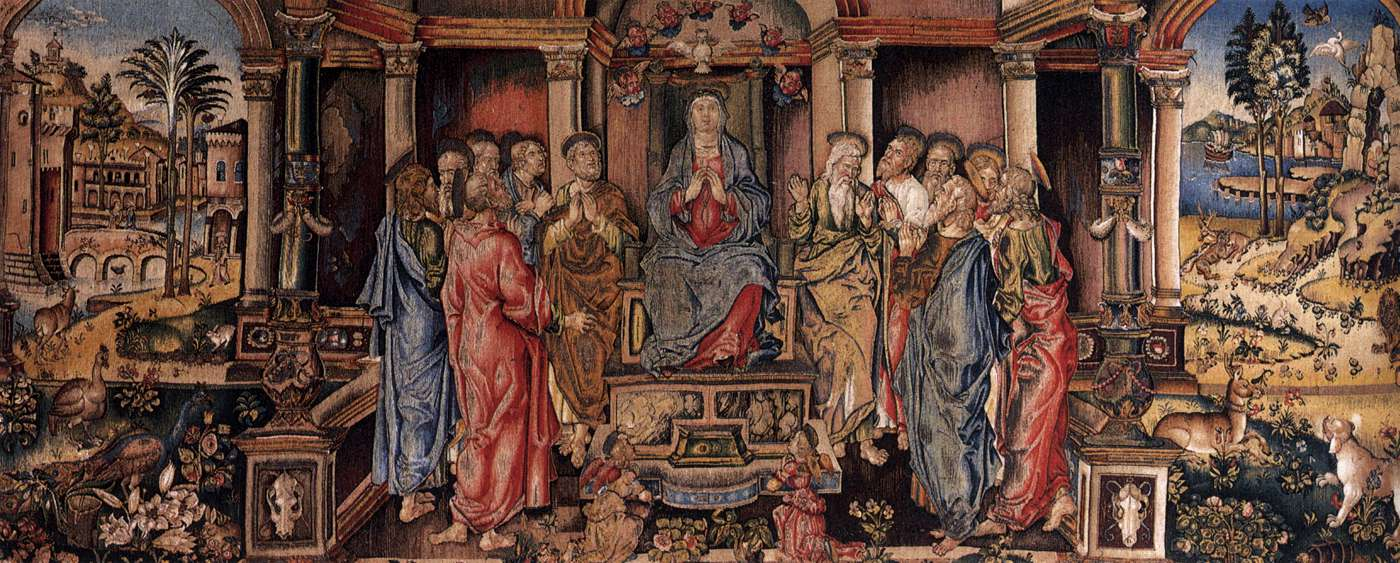
Pentecoste, circa 1487
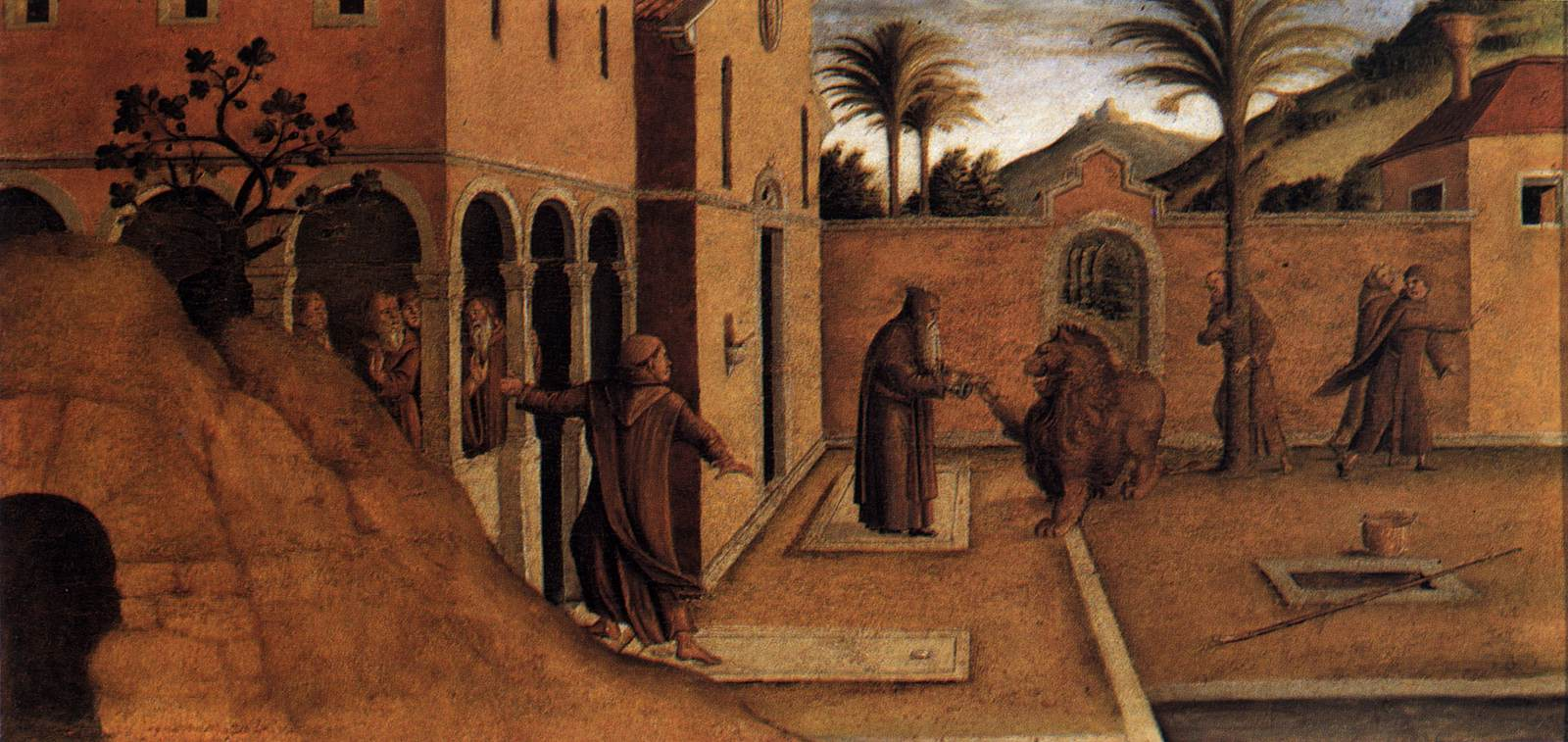
San Girolamo porta il leone al convento, Pinacoteca di Brera
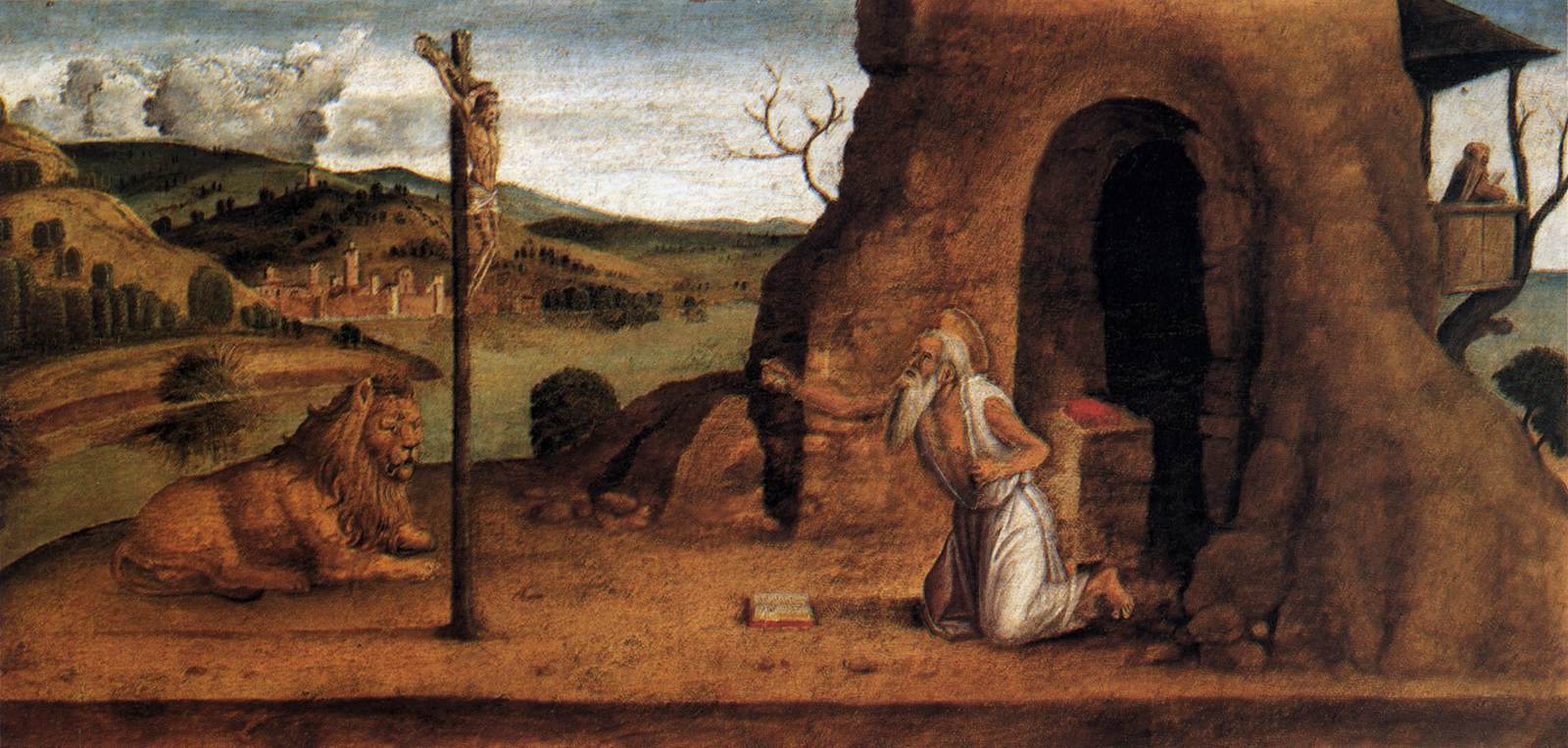
San Girolamo nel deserto
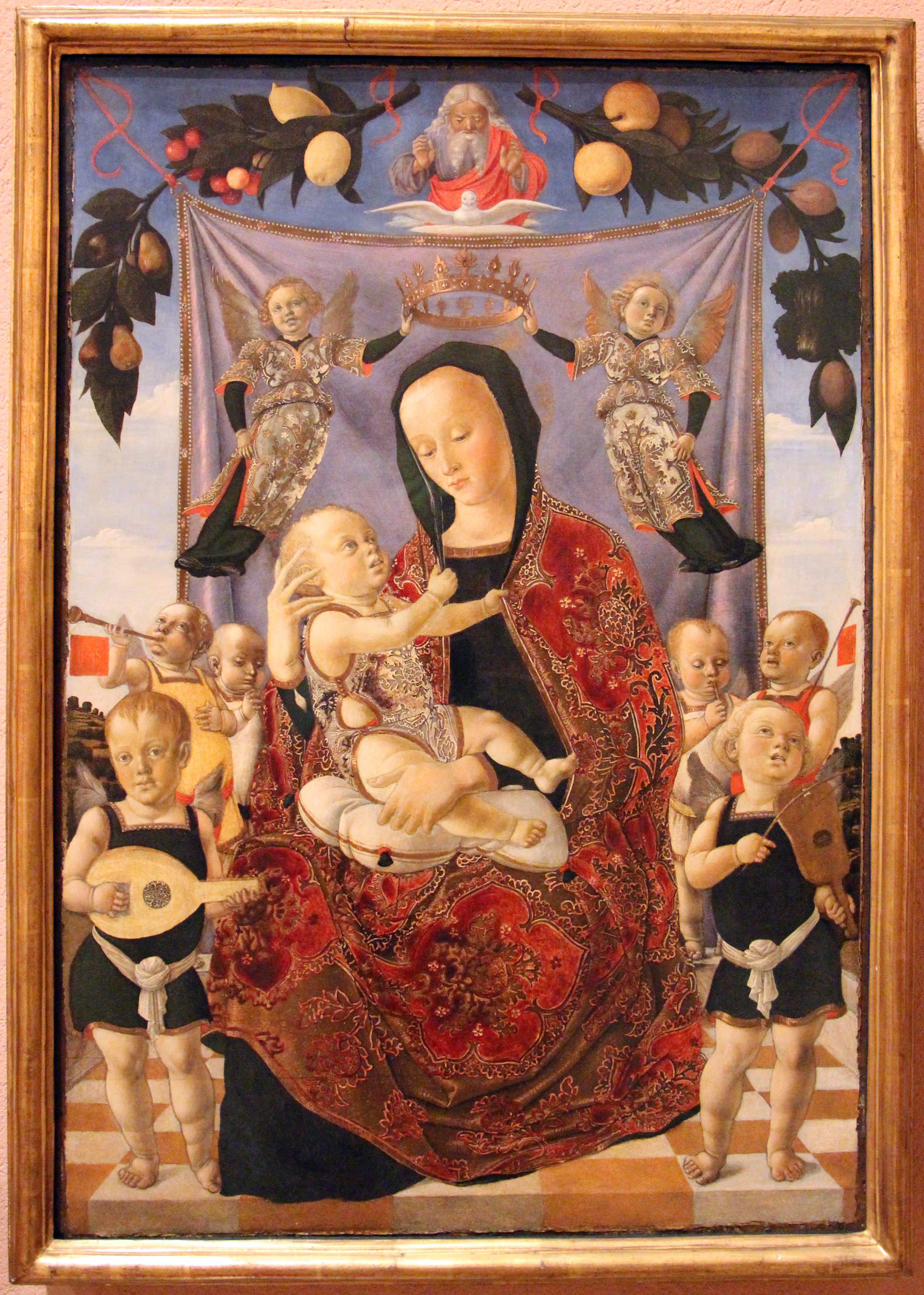
Madonna col Bambino, angeli e la Trinità, Museo Poldi Pezzoli